# Galina Jovovich
Galina Jovovich, née Galina Aleksandrovna Loginova (en russe : Гали́на Александровна Йо́вович, Ло́гинова) le 28 octobre 1950 à Touapsé, est une actrice russe.
Elle était célèbre en Union des républiques socialistes soviétiques (URSS) pour ses rôles dans des films, puis a acquis une popularité supplémentaire pour être l'agent de sa fille, l'actrice et mannequin Milla Jovovich.